# Mademoiselle La Grange
Marie Ragueneau de l’Estang, född 18 maj 1639 i Paris, död där 3 februari 1727, var en fransk skådespelare. Hon var känd under artistnamnet Mademoiselle La Grange på Troupe de Molière och sedan på Comédie-Française i Paris, där hon var engagerad åren 1680–1692.